# Rolf Adamson
Rolf Erik Adamson, född 25 oktober 1927 i Trollhättan, död 19 mars 2015 i Vantörs församling, Stockholm, var en svensk professor i ekonomisk historia vid Stockholms universitet mellan åren 1969 och 1992. Adamson har främst forskat om svensk järnhantering under 1800-talet.